# Corps de cavalerie de l'armée de Virginie du Nord
Le corps de cavalerie de l'armée de Virginie du Nord est une unité de cavalerie de l'armée confédérée pendant la guerre de Sécession. Commençant comme une brigade à la fin de 1861, devenant une division en 1862, il devient enfin un corps en 1863 ; il servit sur le théâtre oriental jusqu'à la reddition de l'armée de Virginie du Nord en avril 1865.

## Formation et développement sous les ordres du major général J. E. B. Stuart

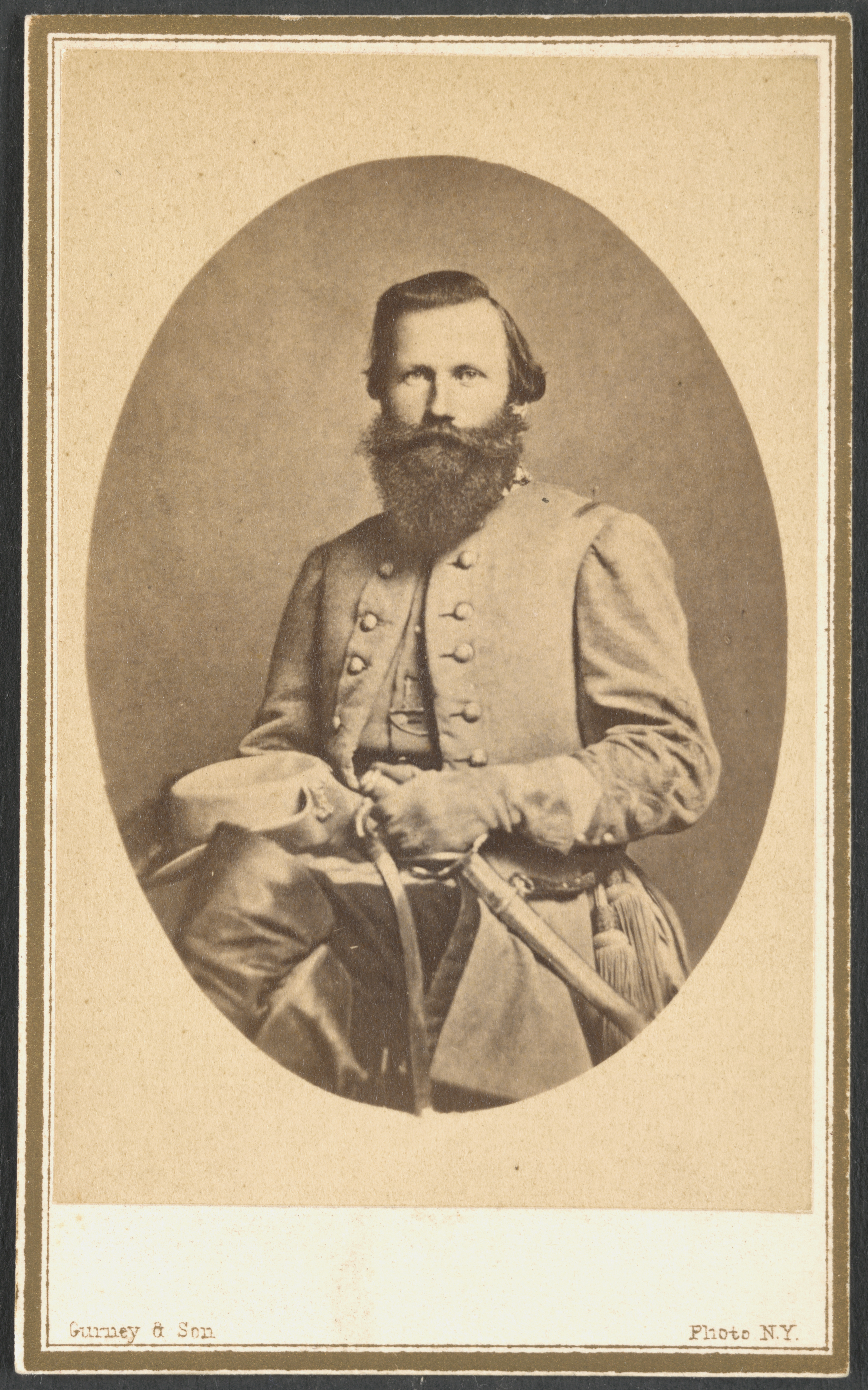
Major général J. E. B. Stuart.

La montée de la cavalerie de l'armée de Virginie du Nord peut être presque entièrement liée à la carrière et aux efforts d'organisation de son premier commandant, le major général J. E. B. Stuart. Au cours de l'été 1861, devant la formation de l'armée de Virginie du Nord, la cavalerie confédérée sur le théâtre oriental est limitée à des régiments ou des unités plus petites, affectés aux districts ou de plus grandes formations. Il convient de noter le 1st Virginia Cavalry de Stuart, le 30th Virginia Cavalry et la légion de Hampton de Caroline du Sud. Des recommandations et des approbations des généraux P. G. T. Beauregard, Joseph E. Johnston et James Longstreet aboutissent à la promotion au grade de brigadier général de Stuart en septembre 1861 ; et la création d'un système unifié de brigade de cavalerie sous ses ordres. Le 17 août 1862 la division de cavalerie est construite par addition de quatre brigades en moins d'un an. Le 9 septembre 1863, le corps de cavalerie est finalement créé avec six brigades dans deux divisions.
Les principaux engagements de la division/corps de cavalerie sous le commandement de Stuart comprennent :
- Le raid autour de l'armée de McClellan lors de la campagne de la Péninsule
- Le raid contre le général Pope (première bataille de Rappahannock Station)
- La défense de Crampton's Gap (campagne du Maryland)
- Le raid autour de l'armée de McClellan (à la suite de la bataille d'Antietam)
- Le raid au-delà de la rivière Rappahannock
- La bataille de Fredericksburg : arrêt de l'attaque de Franklin
- La bataille de Chancellorsville (Stuart commande temporairement le deuxième corps)
- La bataille de Brandy Station
- Le raid autour de l'armée de Meade lors de la campagne de Gettysburg
- La défense et couverture de Lee à la suite de la bataille de Gettysburg
- La défense et couverture de Lee contre Sheridan lors de la campagne de la Wilderness de 1864

À la suite de la mort de Stuart le 11 mai 1864, le corps de cavalerie est scindée en deux divisions, sous les ordres de Hampton et de Fitz Lee.

## Commandement du lieutenant général Wade Hampton

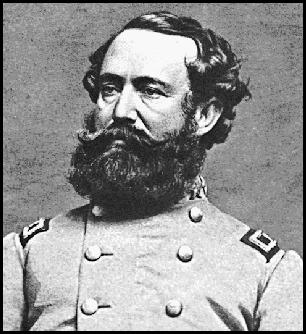
Lieutenant général Wade Hampton.

Le deuxième commandant, le riche planteur de Caroline du Sud Wade Hampton III, a servi en tant que commandant de brigade et de division sous les ordres de J. E. B. Stuart. Lorsque la cavalerie est scindée après la mort de Stuart, Hampton continue d'assurer le commandement de sa division pendant trois mois jusqu'à ce que le général Robert E. Lee reforme le corps de Cavalerie le 11 août 1864, sous le commandement de Hampton. Il dirige d'abord le corps en commençant avec les missions de protection de l'armée le long de la rivière Pamunkey dans des batailles telles que la bataille de Haw's Shop. À l'origine, Hampton est originaire de Charleston, en Caroline du Sud, et continue de commander les unités de cavalerie de la Caroline de sa division. Poursuivant à commander pendant le siège de Petersburg, le général Lee décide de décharger ses unités de cavalerie de Caroline, y compris Hampton, les envoyant vers l'arrière pour aider et défendre la Caroline du Sud dans l'armée du Tennessee, alors que le major général William T. Sherman commence sa marche de la Géorgie jusqu'à Columbia, en Caroline du Sud. Hampton et les unités de cavalerie de Carolines sont transportées par chemin de fer jusqu'à Columbia, et combattent dans des actions de retardement et de défense contre Sherman. Les principaux combats sous les ordres de Hampton comprennent :
- Bataille de Haw's Shop
- Bataille de Trevilian Station
- Raid de Beefsteak
- Siège de Petersburg

## Commandement du major général Fitzhugh Lee

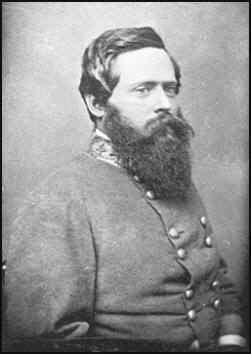
Major général Fitzhugh Lee.

Après le départ du général Hampton, le major général Fitzhugh Lee prend le commandement du corps de cavalerie restant plus petit, en février 1865. Il a le commandement du corps depuis l'évacuation de Petersburg et de Richmond jusqu'à la campagne d'Appomattox, et la reddition de l'armée de Virginie du Nord. Les principaux engagements sous le commandement de Fitzhugh Lee comprennent :
- La défense de Lee au cours de la campagne d'Appomattox
- La dernière charge de cavalerie, le 9 avril 1865, à Farmville, en Virginie

## Personnalités clés

### Commandants de division
- Matthew C. Butler
- Wade Hampton III – a succédé à Stuart au commandement de la cavalerie
- Fitzhugh Lee a succédé à Hampton au commandement de la cavalerie
- W. H. F. "Rooney" Lee
- Thomas T. Munford
- Thomas L. Rosser
- J. E. B. Stuart – premier commandant de la cavalerie (brigade, division et corps)
- Pierce M. B. Young
- Rufus Barringer (temporaire)
- Evander M. Law (temporaire)
- Lunsford L. Lomax (temporaire)

### Commandants de brigade
- Ashby Turner
- Rufus Barringer
- John R. Chambliss
- Henry Brevard Davidson
- James Dearing
- John Dunovant
- Martin W. Gary
- James B. Gordon
- John D. Imboden
- William Lowther Jackson
- Albert G. Jenkins
- Bradley T. Johnson
- William E. "Grumble" Jones
- Evander M. Law
- Lunsford L. Lomax
- John McCausland
- William H. F. Payne
- William P. Roberts
- Beverly Robertson
- Williams C. Wickham
- Gilbert J. Wright
- George H. Smith (temporaire)
- George H. Steuart (temporaire)

### Commandant des partisans et des rangers
- Ashby Turner
- John D. Imboden
- William E. "Grumble" Jones
- Lunsford L. Lomax
- John S. Mosby
- Elijah V. White

### Artillerie & état-major
- Robert F. Beckham
- Heros von Borcke
- R. Preston Chew
- John Esten Cooke
- Henry B. McClellan
- John Pelham